# NGC 6583
NGC 6583 este o galaxie situată în constelația Săgetătorul. A fost descoperită în 26 mai 1786 de către William Herschel. Se află la o distanță de 1,7 kiloparseci de Pământ.